# محمدعلی صدوقی
محمّدعلی صدوقی (۲۴ مرداد ۱۳۲۸ – ۱۱ تیر ۱۳۹۰) روحانی شیعه ایرانی بود. وی دارای سمت‌هایی مانندمسئول کمیته انقلاب اسلامی استان یزد، نماینده مجلس اول و سوم، معاون دادستان کل کشور و معاون امور حقوقی و مجلس رئیس‌جمهوری ایران، و نماینده ولی فقیه و امام جمعه شهر یزد (۱۳۶۷–۱۳۹۰) بود.

## زندگی
محمّدعلی صدوقی (زاده۲۴ مرداد ۱۳۲۸)، فرزند محمد صدوقی، نواده میرزا ابوطالب کرمانشاهی، متولد عباس‌آباد قم، سلسله نسبش به شیخ صدوق می‌رسد.
پدرش محمد صدوقی (درگذشته: ۱۱ تیر ۱۳۶۰) از عالمان دینی برجسته قم و یزد، قبل از سید روح‌الله خاتمی نماینده ولی فقیه و امام جمعه یزد در زمان حیات سید روح‌الله خمینی بود.

## تحصیل
وی در کودکی به همراه پدر به یزد آمد و دوره ابتدایی را در دبستان ادب گذراند. سپس به توصیه پدر به تحصیل علوم دینی پرداخت و بخشی از مقدمات را در مدرسه عبدالرحیم خان نزد استادانی چون: غلامحسین ابویی نجف آبادی آموخت. آنگاه رهسپار حوزه علمیه قم شد و مقدمات را در مدرسه حقانی گذراند.
صدوقی دروس سطح را در نزد حسین شب زنده دار، علوی گرگانی، محسن دوزدوزانی، صدیقین، سیدکاظم اخوان مرعشی، محمد فاضل لنکرانی، جعفر سبحانی و ابطحی کاشانی فرا گرفت و پس از آن در حوزه درس خارج فقه و اصول حسین وحید خراسانی، سید محمدباقر سلطانی طباطبایی و … شرکت کرد.

## استادان
- حسین شب زنده‌دار
- سیدمحمدعلی علوی گرگانی
- محسن دوزدوزانی
- سیدکاظم اخوان مرعشی
- محمد فاضل لنکرانی
- جعفر سبحانی
- ابطحی کاشانی
- حسین وحید خراسانی
- سید محمدباقر سلطانی
- طباطبایی

## سوابق و فعالیت‌های سیاسی
وی با آغاز نهضت انقلاب اسلامی به رهبری سید روح‌الله خمینی در کنار پدرش محمد صدوقی به فعالیت‌های سیاسی پرداخت و برای یاری دادن به پدرش و رسیدگی به امور دینی و جهت آگاه‌سازی مردم به شهرهای مختلف کشور سفر کرد.
همچنین در زمان اقامت سید روح‌الله خمینی در پاریس به فرانسه رفت و مدت سه ماه به فعالیت پرداخت و در ۱۲ بهمن ۱۳۵۷ به همراه سید روح‌الله خمینی به ایران بازگشت.
صدوقی پس از درگذشت روح‌الله خاتمی در ۱۳ آبان ۱۳۶۷ از سوی سید روح‌الله خمینی به نمایندگی ولی فقیه در استان و امامت جمعه یزد منصوب شد.
وی نزدیک به جناح سیاسی چپ ایران و عضو مجمع روحانیون مبارز بود و در زمان ریاست جمهوری سید محمد خاتمی، معاون امور مجلس رئیس‌جمهور ایران بود.

## مسوولیت‌ها و فعالیت‌ها
- نماینده ولی فقیه در استان و امام جمعه یزد
- مسئولیت کمیته انقلاب اسلامی استان یزد
- عضو شورای فرماندهی سپاه یزد
- نماینده مردم یزد در دوره نخست مجلس شورای اسلامی (پس از ترور سید رضا پاک‌نژاد)
- نماینده ولی فقیه در شورای عالی قضایی (از طرف سید روح‌الله خمینی)[۳]
- نماینده مردم تهران در دوره سوم مجلس شورای اسلامی
- معاون شورای عالی قضایی
- معاون دادستان کل کشور
- ریاست بنیاد بزرگ دینی فرهنگی صدوق (پس از ترور پدرش)
- سرپرستی حوزه علمیه یزد، رسیدگی به معیشت طلاب، کمک به خانواده‌های بی بضاعت، خانه‌سازی برای نیازمندان و بازسازی و مرمت حوزه علمیه یزد از فعالیت‌های اوست.
- وی سفرهایی را جهت انجام فعالیت‌های سیاسی به کشورهای بنگلادش، مالزی، کنیا، زیمبابوه، مکزیک، کوبا، یمن و کویت داشت.

## درگذشت
محمدعلی صدوقی روز شنبه ۱۱ تیر ۱۳۹۰ در ۲۹امین سالروز درگذشت پدرش محمد صدوقی، در سن ۶۳ سالگی به علت نارسایی کبدی درگذشت.